# Dany-Robert Dufour
Dany-Robert Dufour (1947) è un filosofo francese, professore in scienze dell'educazione all'Università Paris-VIII.

## Biografia
È stato direttore di programma al Collège international de philosophie 2004-2010 e residente presso l'Institute for Advanced Studies Nantes nel 2010-2011. È autore de Le Divin Marché, La révolution culturelle libérale e di On achève bien les hommes.
Insegna all'estero, in particolare in Brasile, Colombia e Messico e collabora in svariati campi artistici (letteratura, musica, teatro).

## Pensiero
Il suo lavoro si concentra sul processo simbolico e si trova al bivio della filosofia del linguaggio, la filosofia politica e la psicoanalisi.
Nel suo primo libro (Le Bégaiement des Maîtres), riprende l'insegnamento di esponenti dello strutturalismo (Lévi-Strauss, Barthes, Benveniste, Lacan) per mostrare che le loro proposte (che vengono a realizzare, mediante strutture binarie, la storia del conscio o dell'inconscia) sono basate su assiomi non binari ma "unitari".
Nei libri successivi, Dany-Robert Dufour dà ampio spazio al concetto di neotenia che molti pensatori (Platone, Kant, Freud, Lacan) hanno percepito con nomi diversi. Tutti fanno riferimento al problema della incompletezza dell'uomo al momento della nascita, che lo costringe a colmare il vuoto attraverso la cultura: nel secondo (Les Mystères de Trinité) lavora su altre logiche non binarie, ma "ternarie", prevalenti nella narrazione e nei sistemi simbolici quali eligono un terzo (gli altri) quale elemento essenziale per la formazione del soggetto e della compagine sociale.
In quest'ottica, la cultura è creata dall'"intersoggettivazione", dove un "Io" sta parlando ad "Tu" circa un "Altro".
In questa conversazione tra presenti, l'”Altro” è una simbolizzazione di qualcosa assente. 
Un simbolo ha così sostituito il leader del gregge visto in altri animali che crescono fuori dal loro stato neotenico.
Questo astratto "leader" è chiamato da Dufour The Grand Subject ed è stato riferito a diversi simboli del potere, come espresso attraverso le epoche: le divinità dell'Olimpo, il monoteismo, il proletariato, la razza e, più tardi, il mercato neoliberale.
Negli ultimi libri, Dany-Robert Dufour s'interroga circa la mutazione postmoderna (quello che Jean-François Lyotard chiama "la fine delle grandi narrazioni"), che lascia il soggetto contemporaneo senza fondatori, storie di base, e con un'amoralità nata con l'origine del mondo moderno . Dufour lo mette in connessione con le questioni di Michel Foucault e considera la situazione economica e la sua grave crisi del 2008, come elementi che possono svilupparsi da questo punto di vista: Le Divin Marché, La révolution culturelle libérale, La Cité perverse - libéralisme et pornographie (ottobre 2009).

## Opere
- Le Bégaiement des Maîtres
- Les Mystères de Trinité
- Le Divin Marché
- On achève bien les hommes, Denoël, Parigi, 2005
- La révolution culturelle libérale, Denoël, Parigi, 2007
- La Cité perverse - libéralisme et pornographie, 2009